# وال (رود)

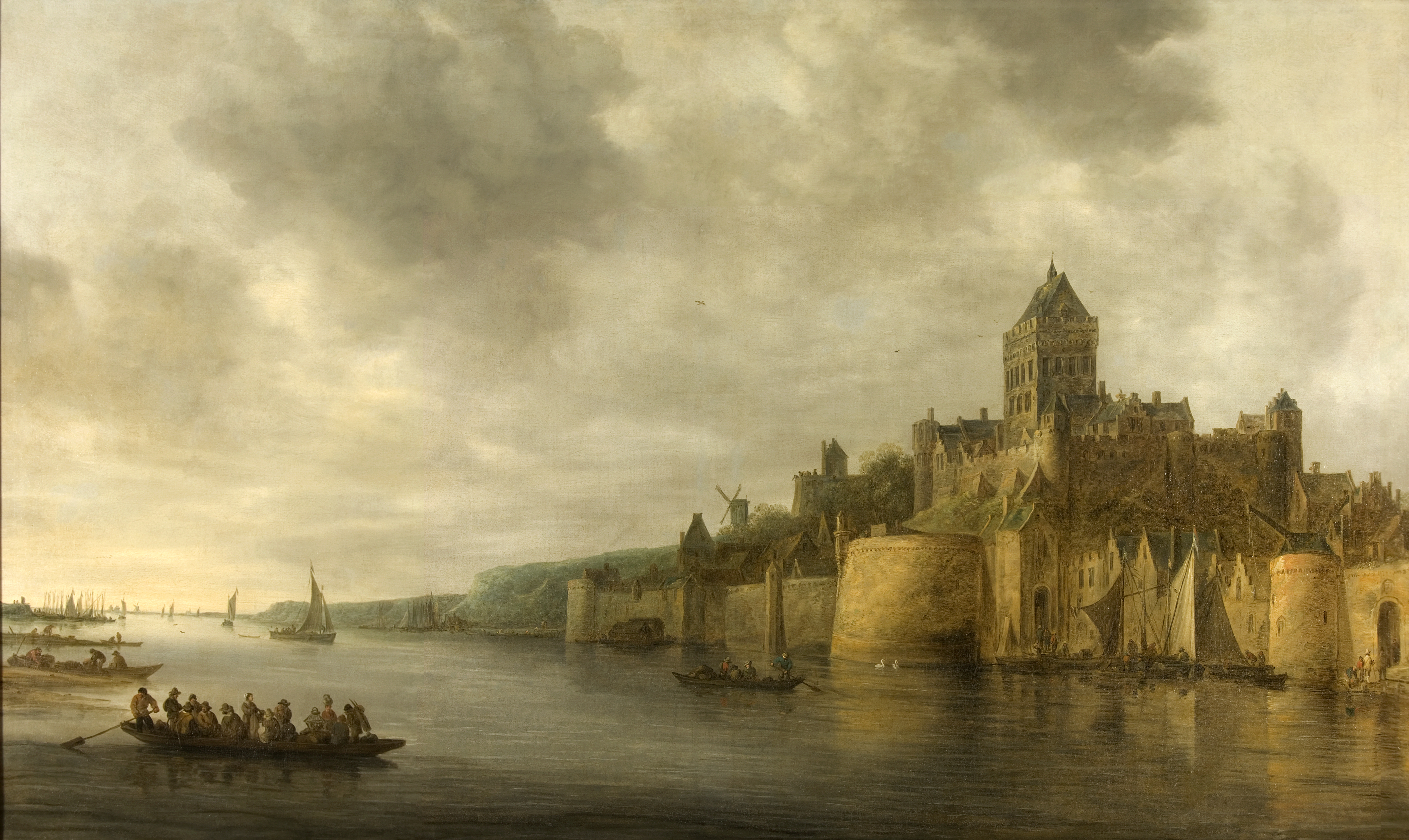
رودخانه وال در کنار نایمگن، ۱۶۴۱

وال (تلفظ نام هلندی وال، pronounced [ʋa:l]) شعبه اصلی تقسیم‌کننده رودخانه راین است که تقریباً ۸۰ کیلومتر (۵۰ مایل) آن در هلند جریان دارد. این رودخانه آبراه بزرگی است که بندر روتردام را به آلمان متصل می‌کند. قبل از رسیدن به روتردام، به آفگندامده ماس در نزدیکی وندریچم می‌پیوندد تا بون مروده را تشکیل دهند. در طول آن، نیمیخن، تیل، زالتبومل و خورینخم شهرهای مهمی هستند که دسترسی مستقیم به رودخانه دارند.
رودخانه، که کانال اصلی در سیستم دلفی راین ماز-چفتد است، ۶۵ درصد کل جریان رود راین را حمل می‌کند.